# 8-Bit Hordes
8-Bit Hordes est un jeu vidéo de stratégie en temps réel développé par Petroglyph Games, sorti le 12 août 2016 pour Microsoft Windows. Il utilise le même moteur que son prédécesseur 8-Bit Armies, mais il est basé sur le thème de la fantasy.

## Développement
8-Bit Hordes est la suite du jeu vidéo 8-Bit Armies. Il utilise le même moteur et la même interface. Après la sortie de 8-Bit Armies, Petroglyph Games a voulu publier plus de factions via des DLC, mais a ensuite décidé de faire un spin-off complet, qui a conduit à la sortie de 8-Bit Hordes quelques mois plus tard, le 12 août 2016. En raison de leurs similitudes, les deux jeux offrent diverses fonctionnalités de compabilité.

## Système de jeu
8-Bit Hordes est un jeu de stratégie en temps réel conçu pour refléter l'apparence et le gameplay des jeux RTS classiques des années 90. Il propose une campagne solo et un mode multijoueur dans lequel les joueurs s'affrontent ou se battent contre l'IA en mode de jeu coopératif. Le jeu adopte une approche très simpliste dans son gameplay et ses éléments graphiques qui présentent un style de voxel rétro-art 8 bits en blocs avec un terrain partiellement destructible. Le gameplay est très similaire à la franchise Warcraft, le joueur commence avec un château qu'il utilise pour agrandir sa base afin qu'il puisse construire diverses unités militaires pour combattre ses adversaires. Les ressources sont collectées via des transports qui collectent l'or des mines voisines jusqu'au château principal. Les unités et les bâtiments sont construits via un menu sur le côté droit de l'écran, similaire à la franchise Command & Conquer. Les joueurs doivent construire des fermes pour assurer l'entretien de leurs forces. Le jeu est situé dans un univers fantastique mettant en vedette des orcs, des nains, des mages ou des dragons. Le jeu comprend 2 factions, les «bons» Lightbringers et les «mauvais» Deathsworn,,.
Le jeu propose également des batailles multijoueurs inter-parties avec des joueurs de 8-Bit Armies, leur permettant de jouer les uns contre les autres avec toutes les factions des deux jeux. Cela est même possible lorsque le joueur ne possède qu'un des deux jeux.

## Accueil
8-Bit Hordes est sorti numériquement sur Steam et GOG.com le 12 août 2016. Les critiques du jeu ont été mitigées à positives. Les critiques ont reconnu le jeu comme un hommage à la franchise classique Command & Conquer avec une approche de jeu simpliste similaire et un style graphique rétro classique. Le système de jeu a été salué comme la force principale du jeu. Certaines critiques ont critiqué le manque de variété: la campagne ne présente pas de scénario distinctif et le gameplay peut sembler répétitif, car l'utilisation de rush mènent généralement à une victoire rapide. Il a également été noté que le jeu est essentiellement une version ré-texturé de 8-Bit Armies, remplaçant les chars par des dragons. La bande originale, qui a été composée par l'ancien compositeur de Command & Conquer Frank Klepacki, a reçu des critiques positives. Dans l'ensemble, les critiques ont décrit le jeu comme un flashback nostalgique qui manque de variété et de jouabilité à long terme, mais parvient toujours à être amusant pendant un court moment,,.